# Demon’s Dance
Demon’s Dance ist ein Jazz-Album von Jackie McLean, das am 22. Dezember 1967 in Englewood Cliffs, New Jersey aufgenommen und 1970 auf Blue Note Records veröffentlicht wurde.

## Das Album
Der Altsaxophonist Jackie McLean nahm ab Anfang der 1960er Jahre eine große Anzahl von Alben für das Blue-Note-Label auf, beginnend mit Swing, Swang, Swingin’ (1960).
Demon’s Dance entstand bei der letzten Session, bei der er ein Album aufnahm, das Blue Note veröffentlichte (spätere Aufnahmen des Saxophonisten für das Label im Juli 1968 blieben unveröffentlicht). Da sich Jackie McLeans Alben in der Zeit um 1967/68 nicht mehr erfolgreich verkauften, hielt das Label unter der neuen Führung und Ausrichtung von Liberty Records die Veröffentlichung bis 1970 zurück.
Erst fünf Jahre später sollte McLean wieder ein Album veröffentlichen. Demon’s Dance steht somit für das Ende seines ersten Karriereabschnitts und entstand zur Zeit eines Wendepunkts in McLeans Laufbahn; er hörte damals auf, in Nachtclubs zu spielen und trat eine Teilzeitstelle als Dozent an der University of Hartford an, die später in das Department of Afro-American Studies mündete.
Ein mitwirkender Musiker an der Session im Dezember 1967 war der junge Schlagzeuger Jack DeJohnette, der damals gutbeschäftigt als Mitglied in der Band von Charles Lloyd war und zwei Jahre später durch die Bitches Brew-Sessions bei Miles Davis populär werden sollte. Seine Mitgliedschaft in McLeans Band seit 1965 war sein erster größerer Job seit seinem Weggang aus Chicago; zum ersten Mal war er auf McLeans Album Jackknife zu hören.

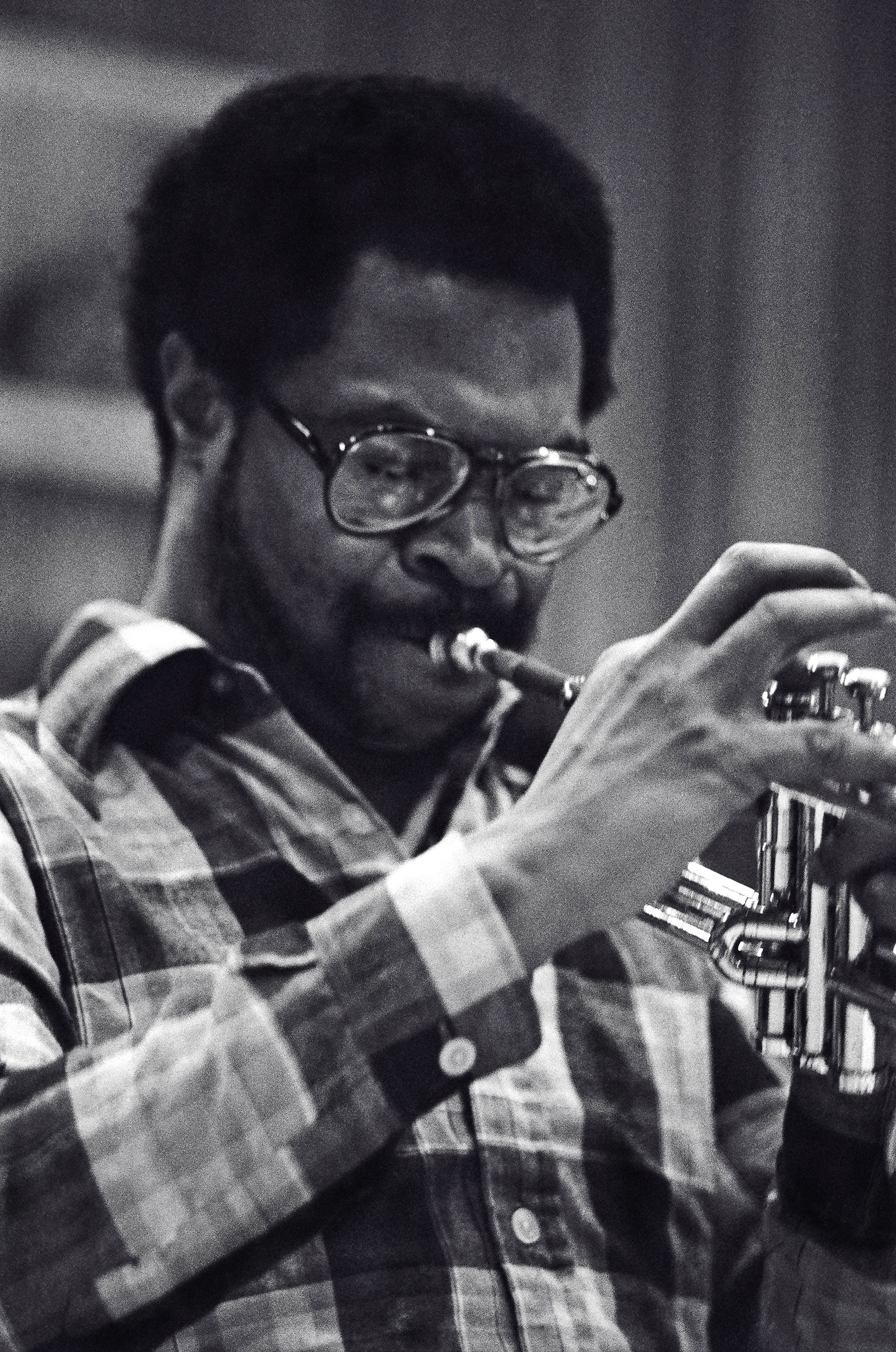
Woody Shaw

Zweiter Bläser war der Trompeter Woody Shaw, der zuvor Mitglied des Horace Silver Quintetts (The Jody Grint, 1967) gewesen war. Shaw trug zwei Stücke zu der Session bei
„Boo Ann’s Grand“, gewidmet seiner Ehefrau Betty-Ann, und „Sweet Love of Mine“, das von Clare Fischers Komposition „Pensativa“ beeinflusst war. Zu McLeans bevorzugten Komponisten zählte damals Cal Massey, von dem zwei Titel der Session stammten: „Message from Trane“, der die harmonischen Ideen von „Giant Steps“ aufnahm; außerdem spielte Jackie McLean dessen Ballade „Toyland“ ein. McLean selbst steuerte das Titelstück und den Titel „Flogeeh“ bei.

## Bewertung des Albums
Die Musik nimmt die Radikalität des freien Spiels von New and Old Gospel (1967) mit Ornette Coleman und Bout Soul etwas zurück und konzentriert sich mehr auf mehr strukturierte Akkordprogressionen. Leonard Feather beschrieb diesen Stil in den Liner Notes anhand des Titels „Sweet love of Mine“; das Stück habe einen pulsierenden, „kochenden“ und in sich kohärenten Charakter, im Gegensatz zu McLeans Outside-Experimente in Produktionen wie Destination... Out! mit Grachan Moncur III oder Old and New Gospel.
Die ganze Session hat jedoch einen stark swingenden Charakter, wozu Jack DeJohnette viel beiträgt, und zwei relativ unbekannte Musiker, der Pianist LaMont Johnson und der Bassist Scott Holt, die schon bei New and Old Gospel mitwirkten, unterstützen die Rhythmusarbeit DeJohnettes, während Trompeter Woody Shaw, der in feuriger, kraftvoller Weise spielte, mit dem Altsaxophonisten und Bandleader McLean rivalisiert, so Steve Huey im All Music Guide, der das Album mit der zweithöchsten Bewertung auszeichnete.

## Titelliste

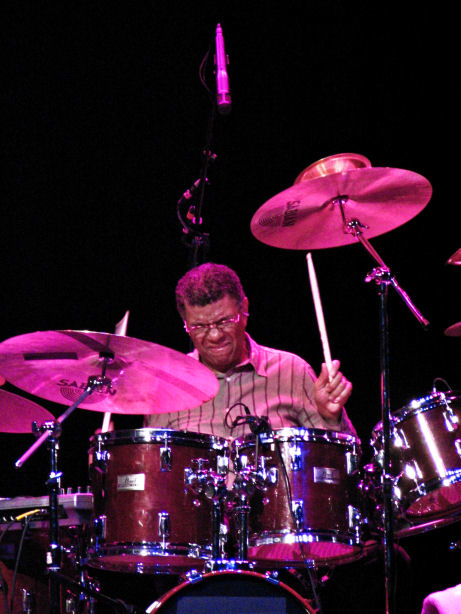
Jack DeJohnette 2006

- Jackie McLean Quintet – Demon’s Dance (Blue Note BST 84345)

1. Demon’s Dance (McLean) – 7:06
2. Toyland (Cal Massey) – 5:21
3. Boo Ann’s Grand (Shaw) – 6:53
4. Sweet love of Mine (Shaw) – 6:01
5. Floogeh (McLean) – 5:19
6. Message from Trane (Cal Massey) – 5:29

## Diskographische Hinweise
Das Album wurde im Jahr 2006 in der Reihe The Rudy Van Gelder Edition neu herausgegeben, versehen mit neuen Liner Notes von Bob Blumenthal. Es war die erste Neuausgabe in CD-Form seit Jackie McLeans Tod Ende März 2006.